# Monistrol de Montserrat
Monistrol de Montserrat est une commune de la province de Barcelone, en Catalogne, en Espagne, de la comarque de Bages.

## Histoire
Les premières traces de Monistrol de Montserrat remontent à l'an 888 lorsque le comte Guifred le Velu fit un don au monastère de Santa María de Ripoll, qui comprend quelques églises situées au sommet et au pied de Montserrat.

## Jumelage en France
Monistrol est jumelée avec   Monistrol-sur-Loire  (France), dans la Haute-Loire, depuis 1994.